# Sara Millerey
Sara Millerey González (* 1992 oder 1993; † 5. April 2025 in Bello, Departamento de Antioquia) war eine kolumbianische Transfrau, deren gewaltsamer Tod nach einem am 4. April 2025 in Bello verübten Angriff landesweit Empörung auslöste und weltweit als transfeminizidischer Hassmord diskutiert wurde. Das Verbrechen wurde von Anwesenden gefilmt und in sozialen Netzwerken verbreitet, was zusätzliche Entrüstung auslöste. Im Zuge der Ermittlungen wurden im April und Mai 2025 zwei mutmaßliche Mitglieder der Bande „El Mesa“ festgenommen.

## Leben
Millerey begann ihre Transition im Alter von 15 Jahren und wählte den Namen „Millerey“ in Anspielung auf glitzerndes Make-up, das sie liebte; in Bello war sie als fröhliche Tänzerin bekannt. Sie war religiös geprägt, führte Notizbücher mit dem Titel „Mi Autoría“ und beschrieb darin Gebete und persönliche Erfahrungen, distanzierte sich jedoch nach einer Zurückweisung von der Kirche, ohne ihren Glauben aufzugeben. 2019 schloss sie die Sekundarschule ab und erwog eine Ausbildung in der Schönheitsbranche. Nach Angaben einer engen Freundin arbeitete sie zeitweise in der Sexarbeit, kämpfte mit Drogenabhängigkeit und lebte phasenweise auf der Straße, wodurch sie besonders vulnerabel war.

## Tod
Am Nachmittag des 4. April 2025 wurde Millerey im Stadtteil Playa Rica (Bello) von mehreren Männern brutal misshandelt, wobei ihr Arme und Beine gebrochen wurden, und in die dortige quebrada La García gestoßen; sie starb am 5. April 2025 im Krankenhaus an Komplikationen, darunter Lungenverletzung und zwei Herzstillstände. Das Geschehen wurde gefilmt und im Netz verbreitet, ehe Rettungskräfte sie aus dem Wasser zogen. Präsident Gustavo Petro verurteilte die Tat scharf und bezeichnete sie als „Faschismus“, der menschliche Unterschiede auslöschen wolle. Menschenrechtsorganisationen wie WOLA und die Internationale der Öffentlichen Dienste (PSI) forderten Gerechtigkeit und kritisierten Transfeindlichkeit sowie die Zurschaustellung des Sterbens im Netz.
Am 30. April 2025 nahmen Polizei und Staatsanwaltschaft in Bello Juan Camilo Muñoz Gaviria (alias „Teta“) fest, ein mutmaßliches Mitglied der kriminellen Struktur El Mesa; ihm wurden u. a. Folter und schwerer Mord zur Last gelegt. Am 26. Mai 2025 folgte die Festnahme von Juan David Echavarría Zapata (alias „Chucky“), den die Behörden ebenfalls El Mesa zurechnen; die Bürgermeisterin sprach von der zweiten von drei erwarteten Festnahmen. Nach Daten der Nichtregierungsorganisation Caribe Afirmativo war Millereys Fall der 25. tödliche Angriff auf LGBTIQ+-Personen in Kolumbien im Jahr 2025 bis Ende April, während die staatliche Ombudsstelle bis Anfang April 13 getötete Transfrauen im selben Jahr dokumentierte.
Der Fall befeuerte die Debatte um ein umfassendes Transgesetz (Ley Integral Trans); die Ombudsstelle drängte im Juni 2025 auf Abschluss der Parlamentsdebatte, und Ende Juni 2025 nahm ein entsprechender Entwurf eine erste Hürde in einer Kongresskommission. In Kolumbien sowie international kam es zu Mahnwachen und Protesten, in Medien und Zivilgesellschaft wurde der Umgang mit Transfeindlichkeit und Deadnaming kritisiert.